# Lijst van voetbalinterlands Canada - Duitsland (vrouwen)
Deze lijst van voetbalinterlands is een overzicht van alle officiële voetbalinterlands tussen de nationale vrouwenteams van Canada en Duitsland. De landen hebben tot nu toe achttien keer tegen elkaar gespeeld.

## Wedstrijden
| №  | Plaats         | Datum             | Competitie             | Wedstrijd          | Uitslag            |
| -- | -------------- | ----------------- | ---------------------- | ------------------ | ------------------ |
| 1  | Montréal       | 27 juli 1994      | Vriendschappelijk      | Canada − Duitsland | 1 − 2              |
| 2  | Goch           | 14 juni 2001      | Vriendschappelijk      | Duitsland − Canada | 3 − 0              |
| 3  | Oberhausen     | 17 juni 2001      | Vriendschappelijk      | Duitsland − Canada | 7 − 1              |
| 4  | Columbus       | 20 september 2003 | WK 2003                | Duitsland − Canada | 4 − 1              |
| 5  | Osnabrück      | 21 april 2005     | Vriendschappelijk      | Duitsland − Canada | 3 − 1              |
| 6  | Hildesheim     | 24 april 2005     | Vriendschappelijk      | Duitsland − Canada | 3 − 2              |
| 7  | Vancouver      | 1 september 2005  | Vriendschappelijk      | Canada − Duitsland | 1 − 3              |
| 8  | Edmonton       | 4 september 2005  | Vriendschappelijk      | Canada − Duitsland | 3 − 4              |
| 9  | Dresden        | 15 september 2010 | Vriendschappelijk      | Duitsland − Canada | 5 − 0              |
| 10 | Berlijn        | 26 juni 2011      | WK 2011                | Duitsland − Canada | 2 − 1              |
| 11 | Paderborn      | 19 juni 2013      | Vriendschappelijk      | Duitsland − Canada | 1 − 0              |
| 12 | Vancouver      | 18 juni 2014      | Vriendschappelijk      | Canada − Duitsland | 1 − 2              |
| 13 | Brasilia       | 9 augustus 2016   | Olympische Spelen 2016 | Duitsland − Canada | 1 − 2              |
| 14 | Belo Horizonte | 16 augustus 2016  | Olympische Spelen 2016 | Canada − Duitsland | 0 − 2              |
| 15 | Erfurt         | 9 april 2017      | Vriendschappelijk      | Duitsland − Canada | 2 − 1              |
| 16 | Hamilton       | 10 juni 2018      | Vriendschappelijk      | Canada − Duitsland | 2 − 3              |
| 17 | Norwich        | 20 februari 2022  | Arnold Clark Cup 2022  | Canada − Duitsland | 1 − 0              |
| 18 | Marseille      | 3 augustus 2024   | Olympische Spelen 2024 | Canada − Duitsland | 0 − 0 (n.p. 2 - 4) |

## Samenvatting
| Competitie        | Totaal gespeeld | Winst Canada | Gelijk | Winst Duitsland | Doelsaldo Canada – Duitsland |
| ----------------- | --------------- | ------------ | ------ | --------------- | ---------------------------- |
| WK-eindronde      | 2               | 0            | 0      | 2               | 2 − 6                        |
| Olympische Spelen | 3               | 1            | 1      | 1               | 2 − 3                        |
| Arnold Clark Cup  | 1               | 1            | 0      | 0               | 1 − 0                        |
| Vriendschappelijk | 12              | 0            | 0      | 12              | 13 − 38                      |
| Totaal            | 18              | 2            | 1      | 15              | 18 − 47                      |